# Елгава (футбольный клуб, 2004)
«Е́лгава» (латыш. FK Jelgava) — бывший латвийский футбольный клуб из города Елгава.

## История
После сезона 2003 года две елгавские команды — РАФ и «Виола» — объединились, образовав ФК «Елгава». С сезона 2004 по 2009 команда выступала в Первой лиге, каждый год занимая всё более высокое место в итоговое таблице. В 2009 году команда стала победителем Первой лиги и завоевала право играть в Высшей лиге.
С сезона 2010 года играла в Высшей лиге. В дебютном сезоне команда стала обладателем Кубка Латвии, а в чемпионате заняла 6-е место. Нападающий Олег Малашенок с 11 забитыми голами стал пятым результативным игроком чемпионата 2010 года.
В сезоне 2011 команда вновь заняла 6-е место, а лучшим бомбардиром команды с 16-ю забитыми мячами стал Владислав Козлов.
Сезон 2012 «Елгава» завершила на 7-м месте. Дома за весь сезон была одержана только 1 победа, а общая статистика: 1-4-13, а выездные игры были проведены намного лучше: 6-6-6. В сезоне 2012 домашний стадион «Елгавы» был самым посещаемым в Вирслиге — 647 зрителей за игру в среднем.
В начале 2013 года тренером «Елгавы» стал латвийский специалист Янис Дрейманис. Но в связи с болезнью он так и не приступил к работе. Исполняющим обязанности, а затем и полноправным главным тренером команды стал Сергей Голубев. Под его руководством «Елгава» играет в сезоне 2013 года, который получается очень сложным для команды. В первых двух кругах «Елгавой» одержана всего лишь одна победа и к заключительному отрезку чемпионата елгавская команда оказывается в числе борющихся за выживание в Вирслиге вместе с «Меттой/ЛУ» и «Илуксте». В первом матче третьего круга «Елгава» проигрывает в гостях «Вентспилсу», но затем выдает восьмиматчевую беспроигрышную серию. В предпоследнем туре чемпионата «Елгава» обеспечивает себе право остаться в Вирслиге на будущий год, победив дома на последней минуте матча рижскую «Даугаву». Последнюю игру сезона клуб проводит в Риге, где выигрывает 2:0 у серебряного призёра (на тот момент ещё имеющим шансы на золото) «Сконто». Лучшим бомбардиром «Елгавы» в 2013 году является Максим Данилов (6 голов).
Подготовку к сезону и сам сезон 2014 команда начинает под руководством Владимира Бешкарева, который в мае из-за состояния здоровья оставляет свой пост. 4 июня главным тренером «Елгавы» становится Виталий Астафьев. В 2014 «Елгава» снова завоевывает Кубок Латвии, в финальном матче обыграв рижское «Сконто» в серии послематчевых пенальти (5:3; основное и дополнительное время — 0:0). С самого начала чемпионата «Елгава» находится в числе лидеров, в последнем туре обеспечивая таким образом себе бронзовые медали. Лучшим снайпером «Елгавы» в сезоне 2014 становится Владислав Козлов, забив 15 голов, что является также третьим показателем в споре бомбардиров всего чемпионата.
В сезоне 2010—2011 несколько игроков основной команды выступали за команду «Елгава-Монарх», которая играла в Высшей лиге чемпионата Латвии по футзалу.
Производителем формы для «Елгавы» была итальянская компания Macron, а с марта 2015 года производителем формы для «Елгавы» является компания Nike.
В сезоне 2014 года из 9 пенальти, назначенных во время игр чемпионата и Кубка, было реализовано только 2. При этом финальный матч Кубка Латвии против «Сконто» «Елгава» выиграла именно в серии послематчевых пенальти, забив 5 из 5; при этом, назначенный в дополнительное время в ворота «Сконто» пенальти реализован не был.
В сезоне 2016/17 «Елгава» впервые в своей истории прошла два раунда квалификации еврокубков, в первом квалификационном раунде по сумме двух матчей пройдя исландский Брейдаблик, а во втором клуб Слован Братислава из Словакии, причем ответная встреча в родных стенах закончилась с разгромным счетом 3:0. Таким образом, в сезоне 2016/17 «Елгава» провела свой самый успешный сезон в еврокубках.
В 2021 году клуб не прошёл лицензирование для участия в Высшей лиге. В 2021 году елгавский футбол стали представлять команды «Albatroz/Елгава» в Первой лиге и «ЕФЦ Елгава» в Третьей лиге, однако эти команды не являются прямыми наследниками «Елгавы».

## Результаты выступлений
| Сезон | Лига        | Место | И   | В   | Н   | П   | Голы    | О   |  | Кубок       |
| ----- | ----------- | ----- | --- | --- | --- | --- | ------- | --- |  | ----------- |
| 2004  | Первая лига | 11    | 26  | 7   | 5   | 14  | 43‒68   | 26  |  | 1/16 финала |
| 2005  | Первая лига | 11    | 26  | 8   | 2   | 16  | 43‒59   | 26  |  | 1/8 финала  |
| 2006  | Первая лига | 9     | 30  | 12  | 6   | 12  | 53‒49   | 42  |  | 1/8 финала  |
| 2007  | Первая лига | 5     | 30  | 16  | 6   | 8   | 70‒43   | 54  |  | 1/32 финала |
| 2008  | Первая лига | 4     | 28  | 19  | 3   | 6   | 63‒41   | 60  |  | 1/8 финала  |
| 2009  | Первая лига | 1     | 26  | 19  | 5   | 2   | 57‒20   | 62  |  | Победитель  |
| 2010  | Высшая лига | 6     | 27  | 6   | 7   | 14  | 36‒45   | 25  |  | 1/4 финала  |
| 2011  | Высшая лига | 6     | 32  | 13  | 4   | 15  | 47‒54   | 43  |  | 1/2 финала  |
| 2012  | Высшая лига | 7     | 36  | 7   | 10  | 19  | 32‒56   | 31  |  | 1/8 финала  |
| 2013  | Высшая лига | 8     | 27  | 5   | 8   | 14  | 26‒46   | 23  |  | Победитель  |
| 2014  | Высшая лига | 3     | 36  | 20  | 10  | 6   | 57‒27   | 70  |  | Победитель  |
| 2015  | Высшая лига | 4     | 24  | 11  | 8   | 5   | 26‒18   | 41  |  | Победитель  |
| 2016  | Высшая лига | 2     | 28  | 16  | 3   | 9   | 37‒24   | 51  |  | 1/4 финала  |
| 2017  | Высшая лига | 6     | 24  | 8   | 5   | 11  | 22‒30   | 29  |  | 1/4 финала  |
| 2018  | Высшая лига | 6     | 28  | 6   | 3   | 19  | 19‒48   | 21  |  | 1/8 финала  |
| 2019  | Высшая лига | 7     | 32  | 9   | 11  | 12  | 34‒37   | 38  |  | Финалист    |
| 2020  | Высшая лига | 7     | 27  | 6   | 4   | 17  | 19‒64   | 22  |  | 1/4 финала  |
| Всего | Всего       | Всего | 487 | 188 | 100 | 199 | 684‒729 | 664 |  |             |

## Выступления в еврокубках
| Сезон   | Турнир           | Раунд                         | Соперник          | Дома | В гостях | Общий счёт |  |
| ------- | ---------------- | ----------------------------- | ----------------- | ---- | -------- | ---------- |  |
| 2010/11 | Лига Европы УЕФА | Второй квалификационный раунд | Мольде            | 2:1  | 0:1      | 2:2(г)     |  |
| 2014/15 | Лига Европы УЕФА | Первый квалификационный раунд | Русенборг         | 0:2  | 0:4      | 0:6        |  |
| 2015/16 | Лига Европы УЕФА | Первый квалификационный раунд | Литекс Ловеч      | 1:1  | 2:2      | 3:3(г)     |  |
| 2015/16 | Лига Европы УЕФА | Второй квалификационный раунд | Работнички        | 1:0  | 0:2      | 1:2        |  |
| 2016/17 | Лига Европы УЕФА | Первый квалификационный раунд | Брейдаблик        | 2:2  | 3:2      | 5:4        |  |
| 2016/17 | Лига Европы УЕФА | Второй квалификационный раунд | Слован Братислава | 3:0  | 0:0      | 3:0        |  |
| 2016/17 | Лига Европы УЕФА | Третий квалификационный раунд | Бейтар Иерусалим  | 1:1  | 0:3      | 1:4        |  |
| 2017/18 | Лига Европы УЕФА | Первый квалификационный раунд | Ференцварош       | 0:1  | 0:2      | 0:3        |  |

## Официальные лица
| Должность        | Имя             |
| ---------------- | --------------- |
| Главный тренер   | Давис Цауне     |
| Помощник тренера | Александр Цауня |
| Тренер вратарей  | Сергей Дигулёв  |
| Врач             | Борис Лавренов  |
| Администратор    | Райвис Хщанович |
| Директор         | Айнарс Тамисарс |
| Президент        | Марис Пейланс   |

## Стадионы команд Елгавы
Начав выступления во 2-й союзной лиге, первые домашние матчи в 1988 году елгавская команда РШВСМ-РАФ провела на городском стадионе «Даугава». Но сыграв на этом стадионе всего два матча против молдавских клубов «Нистру» и «Текстильщик», РШВСМ-РАФ переехал на стадион в посёлке Озолниеки. Это было вызвано тем, что поле этого стадиона было лучшим по качеству, а трибуны вмещали большее количество зрителей. На этом стадионе команда играла домашние матчи союзного первенства, а затем после распада СССР, матчи чемпионата Латвии.
Еврокубковые домашние матчи РАФ, а затем «Университет» проводил в Риге. В самом конце 80-х годов возле завода РАФ было начато строительство нового стадиона, который должен был отвечать требованиям УЕФА, но стадион так и не был достроен в связи с тем, что в начале 90-х годов завод прекратил своё существование.

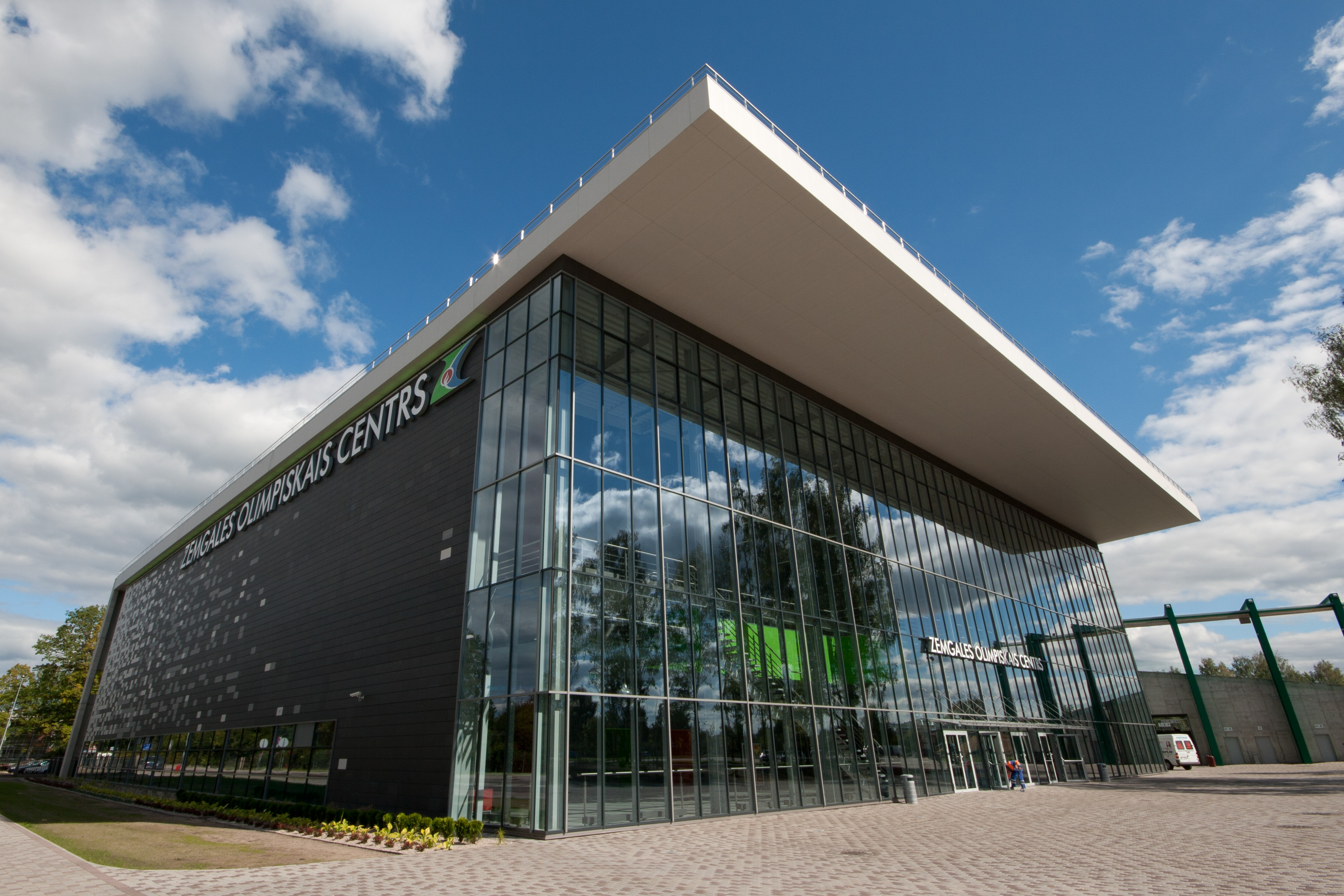
Земгальский Олимпийский центр

С 2001 года, когда в Елгаве вновь появилась команда под названием РАФ, матчи проводились на стадионе «Даугава» (за исключением одного матча на Кубок Латвии в сезоне 2002, который был сыгран на недостроенном стадионе РАФ) до сезона 2009 года, когда команда, тогда уже называющаяся «Елгава» вновь переехала на стадион в Озолниеки. С сентября 2010 года «Елгава» стала проводить домашние матчи на новом, построенном в том же году, стадионе Земгальского Олимпийского центра.
Несколько сезонов «Елгава» первые матчи чемпионата ранней весной играла в Олайне, лишь в мае переезжая на естественное поле Земгальского Олимпийского центра. В связи с постройкой собственной базы в самой Елгаве, с марта 2019 года команда начала чемпионат там.

## Фанаты
Первые футбольные фанаты в Елгаве появились в 1988 году, когда была создана и начала выступления во 2-й лиге союзного чемпионата команда РАФ. Сезон 1991 становится последним, когда разыгрывается первенство СССР. Если в союзные времена у фанатов РАФа были коллеги в лице активных адептов рижской «Даугавы», то на «фан-сцене» независимой Латвии суппортеры елгавской команды остаются в полном одиночестве, так как «Даугава» прекращает своё существование в хаосе начала 90-х. На волне общего снижения интереса к футболу количество фанатов РАФа также уменьшается. Тем не менее несколько человек остаются с командой вплоть до 1997 года, пока ставший никому не нужным кроме них РАФ, к тому моменту уже переехавший в Ригу, а затем и сменивший название на «Университате», не прекращает своё существование.
В 2001 году команда возрождается под прежним названием. РАФ играет в 1-й лиге чемпионата Латвии. Попытки возродить фанатское движение в Елгаве на тот момент не приносят результата. К слову, в то время в стране уже существуют фанатские образования у команд высшей лиги — столичного «Сконто», «Вентспилса», лиепайского «Металлурга» и «Динабурга» из Даугавпилса.
С августа 2008 группировка фанатов «Елгавы» называет себя «Mītavas patrioti». Сезоны 2008 и 2009 получаются очень насыщенными: количество народу возрастает; пробивается большинство выездов; на многих матчах используется пиротехника, делаются перформансы; МП активно поддерживают сборную Латвии, как на домашних играх так и на выездных; складываются дружеские отношения между «Митавскими патриотами», лиепайскими «Metal Fans» и «Barons Ultras» (фанаты рижского баскетбольного «Баронса»).
В ходе сезонов 2011 и 2012 люди, в 2006—2008 организовавшие МП начинают постепенно отходить от активного фанатизма, кто-то уезжает из страны. В итоге всего этого МП прекращают своё существование. В настоящее время «Елгаву» активно поддерживает небольшая группа людей (5-7 человек), несколько из которых стояли у истоков елгавского фанатизма в конце 80-х.
Современный логотип клуба появилось на свет в 2008 году по инициативе фанатов «Елгавы». Автором эмблемы является Рената Рудзите. Центральным элементом лого является коронованный футбольным мячом лось (символ Елгавы и Земгале), а также арка, символизирующая мост через реку Лиелупе, на берегах которой находится Елгава. В том же году и так же по инициативе фанатов официальными цветами команды стали цвета елгавского флага — синий и бордовый.

## Достижения
Высшая лига Латвии
- Серебряный призёр (1): 2016.
- Бронзовый призёр (1): 2014.

Кубок Латвии
- Обладатель (4): 2010, 2014, 2015, 2016.
- Финалист (1): 2019.

## Рекорды клуба
- Самая крупная победа: 9:0 («Абулс», 2007).
  - Самая крупная победа в Высшей лиге: 5:0 («Юрмала», 2014).
  - Самая крупная победа в Первой лиге: 9:0 («Абулс», 2007).
  - Самая крупная победа в Кубке Латвии: 6:0 («Озолниеки», 2009), 7:1 («Юрмала», 2014).
- Наиболее крупное поражение: 0:8 («Вентспилс-2», 2005).
  - Наиболее крупное поражение в Высшей лиге: 0:5 («Сконто», 2010).
  - Наиболее крупное поражение в Первой лиге: 0:8 («Вентспилс-2», 2005).
  - Наиболее крупное поражение в Кубке Латвии: 0:5 («Сконто», 2005, «Динабург», 2006).
  - Наиболее крупное поражение в еврокубках: 0:4 («Русенборг», 2014).

## Главные тренеры
- Дайнис Казакевич (2004—2012)
- Янис Дрейманис (2013)
- Сергей Голубев (2013)
- Владимир Бешкарев (2013—2014)
- Виталий Астафьев (2014—2016)
- Давис Цауне (и. о.; 2016)
- Саулюс Ширмялис (2016)
- Александр Куртиян (2016—2017)
- Давис Цауне (и. о.; 2017)
- Равиль Сабитов (2017—2018)
- Марьян Пахарь (2018—2019)
- Олег Кубарев (2019 — 24 августа 2020[5])
- Давис Цауне (с 24 августа 2020[5])